# ブリアン＝ベキル・サーミ協定
ブリアン＝ベキル・サーミ協定（ブリアン＝ベキル・サーミきょうてい、フランス語: L'accord Briand/Békir Sami）は1921年3月11日に締結された、フランスとトルコ国民運動との間の仏土戦争を終結させるための条約。しかし、条約の目的は果たされなかった。その後、10月にフランスとトルコの間でアンカラ条約が締結された。